# Березняки (Казачинский район)
Березняки — деревня в Казачинском районе Красноярского края. Входит в состав Рождественского сельсовета.

## География
Расположена на левом берегу реки Хаус, вблизи места впадения в неё реки Москвихи, при автодороге 04К-044. Абсолютная высота — 117 метров над уровнем моря.
Климат
Климат характеризуется как резко континентальный, с продолжительной морозной зимой и коротким тёплым летом. Среднегодовая температура воздуха составляет −1,9°С. Средняя температура воздуха самого тёплого месяца (июля) составляет 20 °C (абсолютный максимум — 37 °C); самого холодного (января) — −18 °C (абсолютный минимум — −59 °C). Среднегодовое количество атмосферных осадков составляет 501 мм.

## История
В 1926 году в деревне Березинской имелось 50 хозяйств и проживало 252 человека (124 мужчины и 128 женщин). В национальном составе населения того периода преобладали русские. В административном отношении входила в состав Мокрушинского сельсовета Казачинского района Красноярского округа Сибирского края.

## Население
| 2010 |
| ---- |
| 51   |

Половой состав
По данным Всероссийской переписи населения 2010 года в гендерной структуре населения мужчины составляли 49 %, женщины — соответственно 51 %.
Национальный состав
Согласно результатам переписи 2002 года, в национальной структуре населения русские составляли 45 % из 69 чел., чуваши — 39 %.